# Leonel Munder
Leonel Munder Misiñan, né le 27 septembre 1988 à La Havane, est un joueur de beach-volley cubain.

## Palmarès
- Jeux panaméricains
  -  Médaille de bronze en 2007 à Rio de Janeiro avec Francisco Álvarez